# Klaus Kell
Klaus Wilhelm Maria Kell (* 1955 in Dillingen/Saar) ist ein deutscher Klassischer und Provinzialrömischer Archäologe.
Klaus Kell studierte an den Universitäten Saarbrücken und Bonn Klassische Archäologie, Kunstgeschichte und Alte Geschichte und wurde 1985 an der Universität des Saarlandes in Saarbrücken mit einer Arbeit zum Thema Formuntersuchungen zu spät- und nachhellenistischen Gruppen promoviert. Für die Arbeit wurde ihm das Reisestipendium des Deutschen Archäologischen Instituts zuerkannt, mit dessen Hilfe er 1985/86 den Mittelmeerraum bereisen konnte. Es folgte eine eineinhalbjährige Anstellung bei der Stadt Dillingen, seit 1988 ist er bei der Stadt Homburg beschäftigt. Seit 1990 leitet er die Abteilung Stadtgeschichte und Denkmalpflege sowie das Stadtarchiv und seit 1992 das Römermuseum Schwarzenacker. Das Museum wird unter Kells Führung über einen längeren Zeitraum merklich erweitert. Seit Juni 2010 ist er zudem Honorarprofessor am Institut für klassische Archäologie an der Universität des Saarlandes. Kell ist Mitglied der Kommission für Saarländische Landesgeschichte, des Landesdenkmalrates und des Beirates der Siebenpfeiffer-Stiftung.

## Schriften
- Formuntersuchungen zu spät- und nachhellenistischen Gruppen, Saarbrücker Druckerei und Verlag, Saarbrücken 1988, ISBN 3-925036-26-1 (= Saarbrücker Studien zur Archäologie und alten Geschichte, Band 2).
- Das römische Brandgräberfeld von Dillingen-Pachten (Kr. Saarlouis). Katalog, Staatliches Konservatoramt, Saarbrücken 1994, ISBN 3-927856-04-5 (= Bericht der Staatlichen Denkmalpflege im Saarland. Abteilung Bodendenkmalpflege, Beiheft 3).
- Das römische Freilichtmuseum Homburg-Schwarzenacker, Ermer, Homburg 1996, ISBN 3-924653-20-8.
- mit Charlotte Glück-Christmann: Die Malerei am Pfalz-Zweibrücker Hof im 18. Jahrhundert. Katalog der Ausstellungen Homburg und Zweibrücken, Römermuseum Homburg-Schwarzenacker/Stadtmuseum Zweibrücken, Homburg/Zweibrücken 2006, ISBN 978-3-00-018686-8.
- Römermuseum Schwarzenacker, Homburg, Schnell + Steiner, Regensburg 2008, ISBN 978-3-7954-6745-6 (= Kleine Kunstführer, Nr. 2692).